# Tonsillektomia

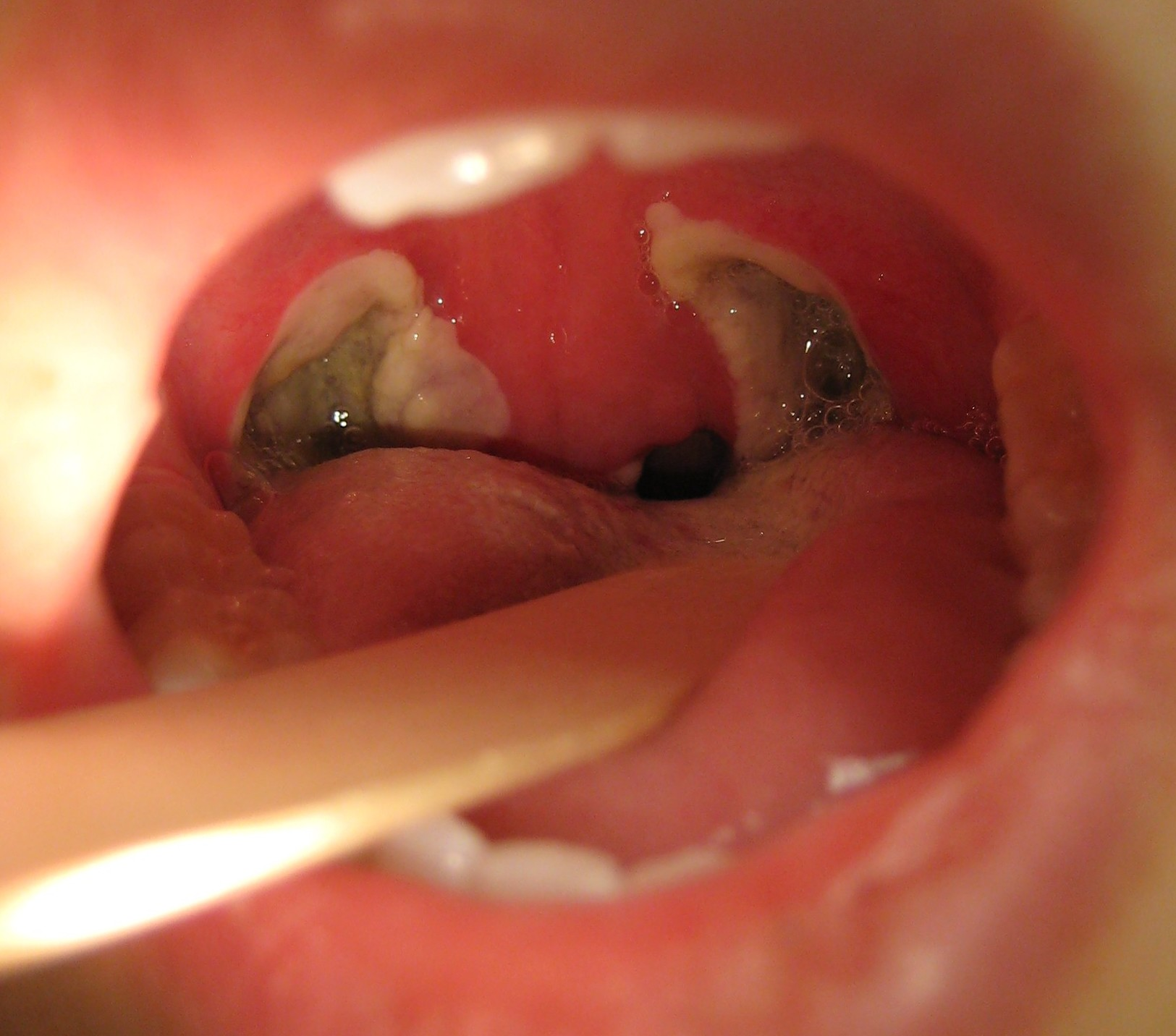
Typowy wygląd tylnej części gardła po trzech dniach od zabiegu.

Tonsillektomia – zabieg laryngologiczny polegający na usunięciu (wyłuszczeniu) migdałków podniebiennych. Najczęściej wykonywana u dorosłych w znieczuleniu nasiękowym, u dzieci w znieczuleniu ogólnym.

## Wskazania
Wskazania do tonsillektomii:
1. Bezwzględne:
  1. bardzo duże migdałki utrudniające mowę, oddychanie, połykanie, powodujące bezdech senny;
  2. powikłania odogniskowe: choroby zapalne stawów, serca, nerek, skóry, tęczówki oka;
  3. nosicielstwo błonicy, gruźlicy.
  4. często przy podejrzeniu nowotworu jednostronnie
2. Względne:
  1. nawracające zapalenie migdałków (3-6 incydentów rocznie w ciągu kolejnych dwóch lat);
  2. nawracające zapalenie zatok obocznych nosa;
  3. przebyty ropień okołomigdałkowy.

- przebycie 2 lub więcej ropni okołomigdałkowych
- częste, nawracające anginy
- badanie ASO > 200
- nowotwór migdałka podniebiennego
- jako dojście do przestrzeni przygardłowej
- bezdech senny
- ostry rzut choroby reumatycznej
- kłębuszkowe zapalenie nerek
- zapalenie tęczówki
- zapalenie mięśnia sercowego
- posocznica pochodzenia migdałkowego

## Przeciwwskazania
- bezwzględne
  - rozszczep podniebienia
  - rozdwojenie języka
  - krótkie podniebienie
  - zaburzenia krzepnięcia
- względne
  - ostre zakażenia z wysoką gorączką
  - stosowanie salicylanów
  - miesiączka